# 男狭穂塚古墳

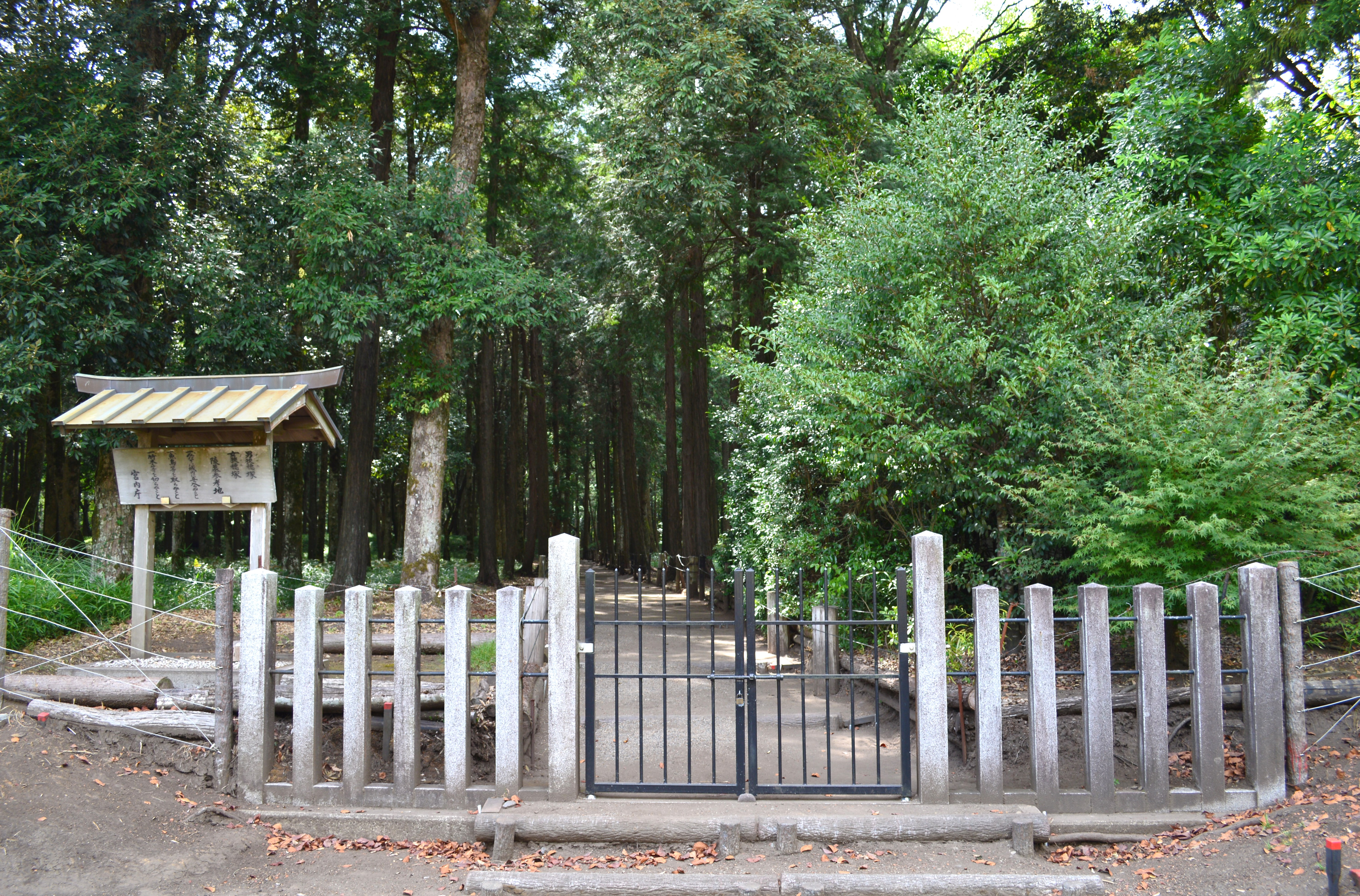
男狭穂塚・女狭穂塚陵墓参考地 入り口

男狭穂塚古墳（おさほづかこふん）は、宮崎県西都市三宅にある古墳。形状は帆立貝形古墳。西都原古墳群（うち丸山支群）を構成する古墳の1つ。
実際の被葬者は明らかでないが、宮内庁により「男狭穂塚陵墓参考地」（被葬候補者：瓊瓊杵尊）として陵墓参考地に治定されており、南側の女狭穂塚陵墓参考地（女狭穂塚古墳）と隣接する。
女狭穂塚古墳とともに九州地方では最大規模の古墳であるとともに、帆立貝形古墳としては全国で最大規模の古墳で、5世紀前半（古墳時代中期）頃の築造と推定される。

## 概要
| 古墳群 | 古墳名       | 形状         | 墳丘長   | 築造時期         |
| ------ | ------------ | ------------ | -------- | ---------------- |
| 生目   | 生目1号墳    | 前方後円墳   | 120m以上 | 4c前半 (4c後半?) |
| 生目   | 生目3号墳    | 前方後円墳   | 137m     | 4c中葉           |
| 生目   | 生目22号墳   | 前方後円墳   | 100m以上 | 4c後半           |
| 唐仁   | 唐仁大塚古墳 | 前方後円墳   | 154m     | 4c末             |
| 西都原 | 男狭穂塚古墳 | 帆立貝形古墳 | 176m     | 5c前半           |
| 西都原 | 女狭穂塚古墳 | 前方後円墳   | 176m     | 5c前半           |
| (単独) | 横瀬古墳     | 前方後円墳   | 134m     | 5c中葉           |

宮崎県中部、一ツ瀬川中流域右岸の洪積台地（西都原台地）中央部に築造された大型帆立貝形古墳である。台地上では320基以上からなる九州地方最大規模の西都原古墳群の営造が知られ、古墳群で最大規模の本古墳と女狭穂塚古墳は陪塚3基とともに丸山支群を形成する。墳丘上にはかつて可愛塚神社が鎮座した（現在は三宅神社境内に遷座）。現在は宮内庁治定の陵墓参考地として同庁の管理下にあるが、これまでに宮崎県教育委員会による立ち入り測量調査・立ち入り地中レーダー探査等が実施されている。
墳形は前方部が短小な帆立貝形の前方後円形で、前方部を南南東方に向ける。墳丘のうち、円丘部は3段築成、前方部（方壇部）は2段築成。墳丘長は176メートルを測り、女狭穂塚古墳（前方後円墳）とほぼ等しく九州地方では最大規模になるほか、帆立貝形古墳としては全国で最大規模になる。墳丘外表では円筒埴輪が検出されている。墳丘周囲には二重周堀が巡らされるが、内壕・外壕とも前方部前面には巡らない耳環状をなす。埋葬施設は明らかでない。また周囲古墳のうちでは、西都原170号墳が本古墳の陪塚と推測される。
この男狭穂塚古墳は、女狭穂塚古墳とほぼ同時期の古墳時代中期の5世紀前半頃の築造と推定される。それまでの西都原古墳群では台地縁辺部において6つの首長墓系列が並立していたが、台地中央部に築造された男狭穂塚・女狭穂塚両古墳はそれらを統合するような様相を示す。しかしながら西都原で両古墳に続く古墳は規模を大きく縮小し、次の南九州の盟主墳は横瀬古墳（鹿児島県曽於郡大崎町）に移動することとなる。
なお、西都原古墳群の古墳域は1934年（昭和9年）に国の史跡に、1952年（昭和27年）に国の特別史跡に指定されているが、男狭穂塚古墳・女狭穂塚古墳の古墳域は陵墓参考地に治定されている関係で史跡には含まれていない。

## 遺跡歴
- 1895年（明治28年）、宮内省（現・宮内庁）により陵墓参考地に治定[9]。
- 1926年（大正15年）、測量調査（1929年（昭和4年）製図）[5]。
- 1997年度（平成9年度）、立ち入り測量調査（宮崎県教育委員会）[5]。
- 2004-2006年度（平成16-18年度）、立ち入り地中レーダー探査（宮崎県教育委員会）[6]。
- 2009-2010年度（平成21-22年度）、立ち入り地中レーダー探査（宮崎県教育委員会）[7]。
- 2019年（令和元年）9月5日、考古・歴史学16学会代表による立ち入り調査。

## 墳丘
墳丘の規模は次の通り（1997年度（平成9年度）の測量調査による現況値）。
- 墳丘長：154.6メートル - 地中探査による本来の推定墳丘長は176メートル。
- 円丘部 - 3段築成。
  - 直径：132メートル
  - 高さ：19.1メートル
- くびれ部
  - 幅：45.5メートル
- 前方部（方壇部） - 2段築成。後世の改変が加えられている。
  - 幅：40.7メートル
  - 高さ：4.5メートル
- 内壕
  - 幅：15-18メートル
- 周堤帯
  - 幅：17-23メートル
- 外壕
  - 幅：20-25メートル

男狭穂塚古墳・女狭穂塚古墳の築造を巡っては、近接して立地することもあり、これまでに次の諸説が挙げられていた。
- 男狭穂塚が先行古墳で、女狭穂塚の築造に際して男狭穂塚前方部を破壊したとする説。
- 女狭穂塚が先行古墳で、男狭穂塚の築造途中に女狭穂塚との重複可能性により男狭穂塚前方部の築造を停止したとする説。
- 男狭穂塚・女狭穂塚とも完結しており、重複はないとする説。

以上に関して宮崎県教育委員会による立ち入り地中レーダー探査（墳丘部除く）の結果によれば、男狭穂塚古墳・女狭穂塚古墳には重複関係はなかったとされる。
男狭穂塚古墳・女狭穂塚古墳が台地中央部に築造されたのは、西から伸びる小丘陵先端部を利用することによる土量確保のためと見られ、限られた選地の中で両古墳の築造が最大限かつ等墳丘長で企画された点が注目される。その176メートルという墳丘長は、九州地方全体でも後続の唐仁大塚古墳（鹿児島県肝属郡東串良町、154メートル）を大きく引き離す規模になる。また帆立貝形古墳としても、第2位の乙女山古墳（奈良県北葛城郡河合町、130メートル）を大きく引き離す。

## 出土品
男狭穂塚古墳からの出土品としては、円筒埴輪がある。器壁が薄い、突帯端面が細い、橙褐色（暗褐色）、黒斑が不明瞭という特徴を示し、窖窯焼成と見られる。女狭穂塚古墳の出土埴輪とは時期的には非常に近接するが、そちらは異なる製作技法（野焼き焼成）である点が注目される。西都原古墳群の丸山支群では、170号墳出土埴輪は男狭穂塚系列、169号墳・171号墳出土埴輪は女狭穂塚系列に位置づけられるが、男狭穂塚系列は非畿内的埴輪、女狭穂塚系列は畿内的埴輪とされる。
なお、西都原古墳群では丸山支群のほかには101号墳・寺原古墳・212号墳で埴輪の出土が知られ、いずれも女狭穂塚系列に属する。一方、男狭穂塚系列の埴輪は周辺の大型前方後円墳で採用が知られる。

## 被葬者

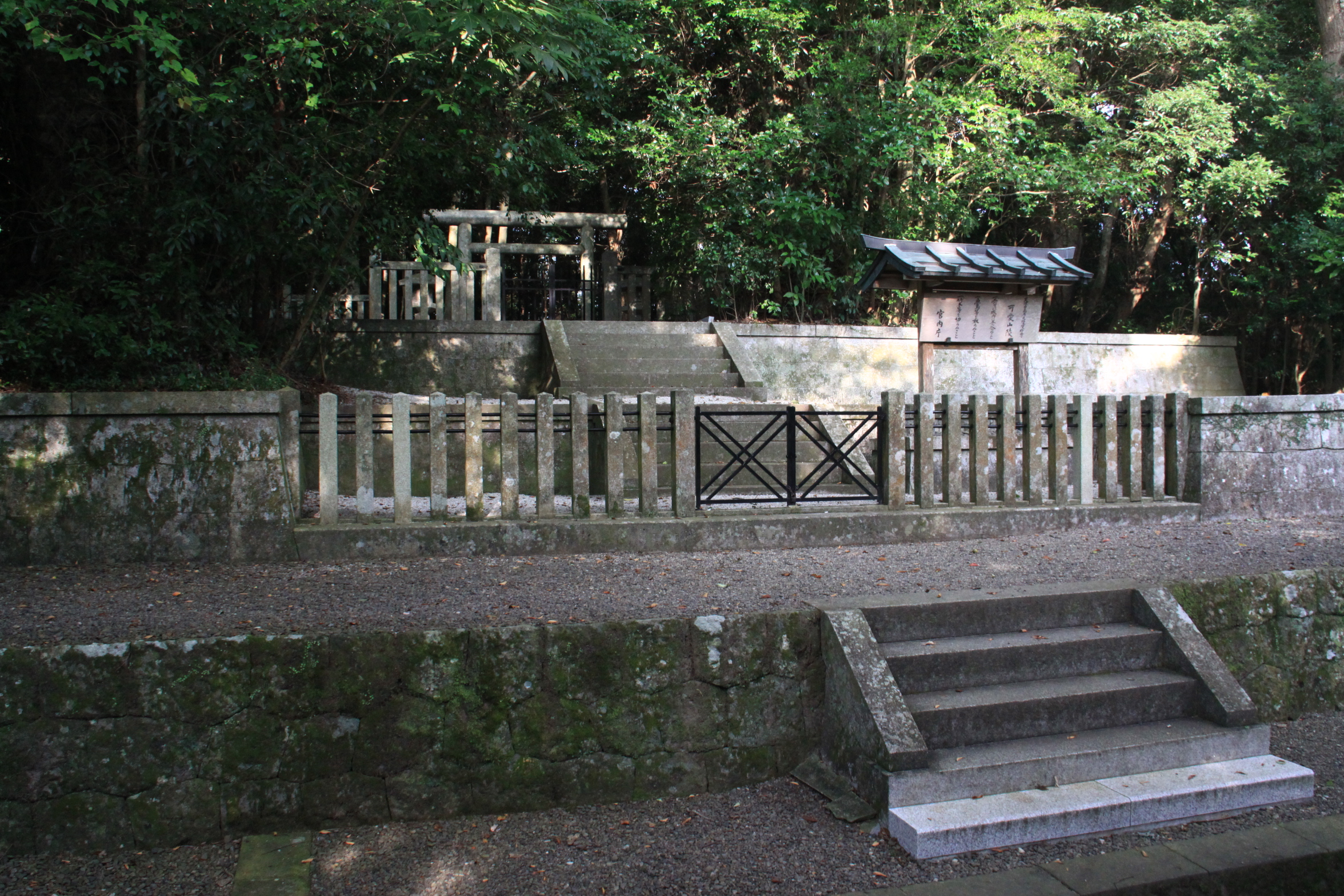
瓊瓊杵尊 可愛山陵
（鹿児島県薩摩川内市）

男狭穂塚古墳の実際の被葬者は明らかでない。宮内庁では被葬者を特に定めない陵墓参考地（男狭穂塚陵墓参考地）に治定しているが、被葬候補者として瓊瓊杵尊（ににぎのみこと）を挙げ、隣接する女狭穂塚古墳（女狭穂塚陵墓参考地）では被葬候補者として妃の木花開耶姫（このはなのさくやひめ）を挙げる。
瓊瓊杵尊は日本神話に登場する神であり、『日本書紀』ではその陵について「筑紫日向可愛之山陵」と記載されるが所在地は詳述されていない。また『延喜式』諸陵式では遠陵の「日向埃山陵」として記載されるが、「在日向国、無陵戸」とのみ簡潔に付記されるため、『延喜式』当時には所在が失われていたとする説もある。この瓊瓊杵尊の陵を巡っては、宮崎県域・鹿児島県域に本古墳含む数ヶ所の伝承地が存在したが、1874年（明治7年）に現在の可愛山陵（鹿児島県薩摩川内市の新田神社境内）に治定され、本古墳は1895年（明治28年）に陵墓参考地に治定された。
また一説に、男狭穂塚古墳の被葬者を諸県君牛諸（モロカタキミウシモロ、『古事記』では「牛諸」、『日本書紀』では「牛諸井」）、女狭穂塚古墳の被葬者をその娘で第16代仁徳天皇妃の日向髪長媛（ヒムカノカミナガヒメ）とするものがある。

## 陪塚
男狭穂塚古墳・女狭穂塚古墳の周辺では、円墳2基（西都原169号墳・西都原170号墳）・方墳1基（西都原171号墳）の計3基の古墳が築造されており、いずれも男狭穂塚古墳または女狭穂塚古墳の陪塚（陪冢）と推測される（いずれも陵墓参考地治定外）。本項目では男狭穂塚古墳と関係が深いと見られる西都原170号墳について解説する（西都原169号墳・西都原171号墳については「女狭穂塚古墳#陪塚」参照）。
西都原170号墳
- 形状：円墳
- 規模：直径47メートル、高さ3.5メートル
- 調査歴：1912年（大正元年）発掘調査、2004-2006年（平成16-18年）宮崎県教育委員会による再調査

女狭穂塚古墳の西側に位置する。西都原169号墳と並び、西都原古墳群では最大級の円墳である。墳丘は3段築成。墳丘外表では墳頂に円筒埴輪列や家形埴輪が認められるが、葺石は認められていない。埋葬施設は不明であるが木棺直葬の可能性が高いとされ、発掘調査では短甲・頸甲・肩甲・直刀・鉄鏃等が検出されている。以上より、築造年代は5世紀前半頃と推定される。男狭穂塚古墳・女狭穂塚古墳とは等距離に位置するが、出土埴輪の特徴は男狭穂塚古墳と酷似する。
なお、再調査での出土埴輪片の検討により、埴輪子持家（国の重要文化財）および埴輪船（国の重要文化財）はこの170号墳出土であることが確認されている（かつては169号墳出土とされた）。埴輪子持家は全長95.6センチメートルで、伏屋建物（主屋）の四方に壁建式の附属屋（入母屋造・切妻造2棟ずつ）がとりつく、類例のない埴輪になる。また埴輪船（船形埴輪）は全長100.7センチメートルで、準構造船を表現しており、写実性が非常に高い埴輪になる。

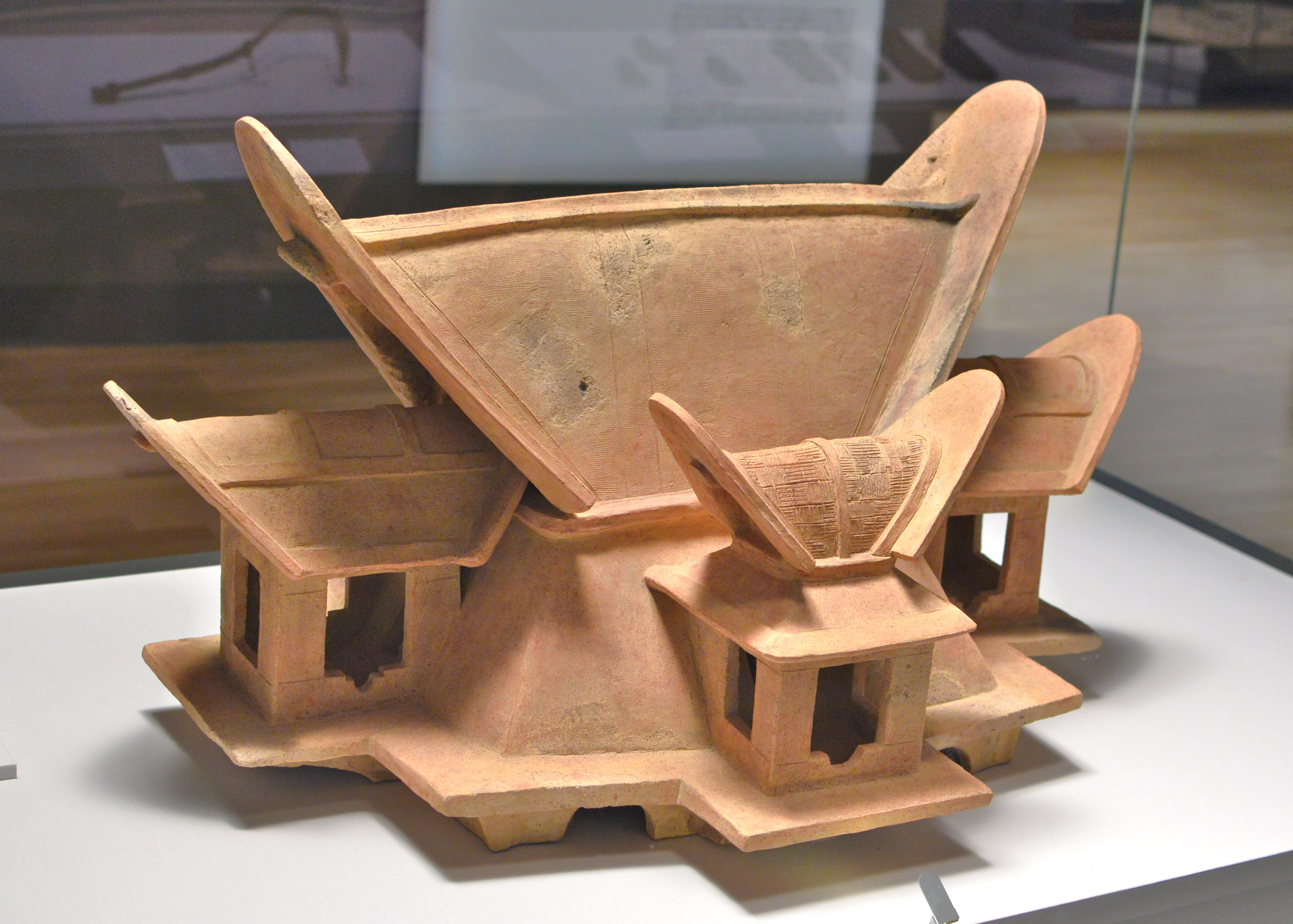
埴輪 子持家（国の重要文化財） 東京国立博物館展示。
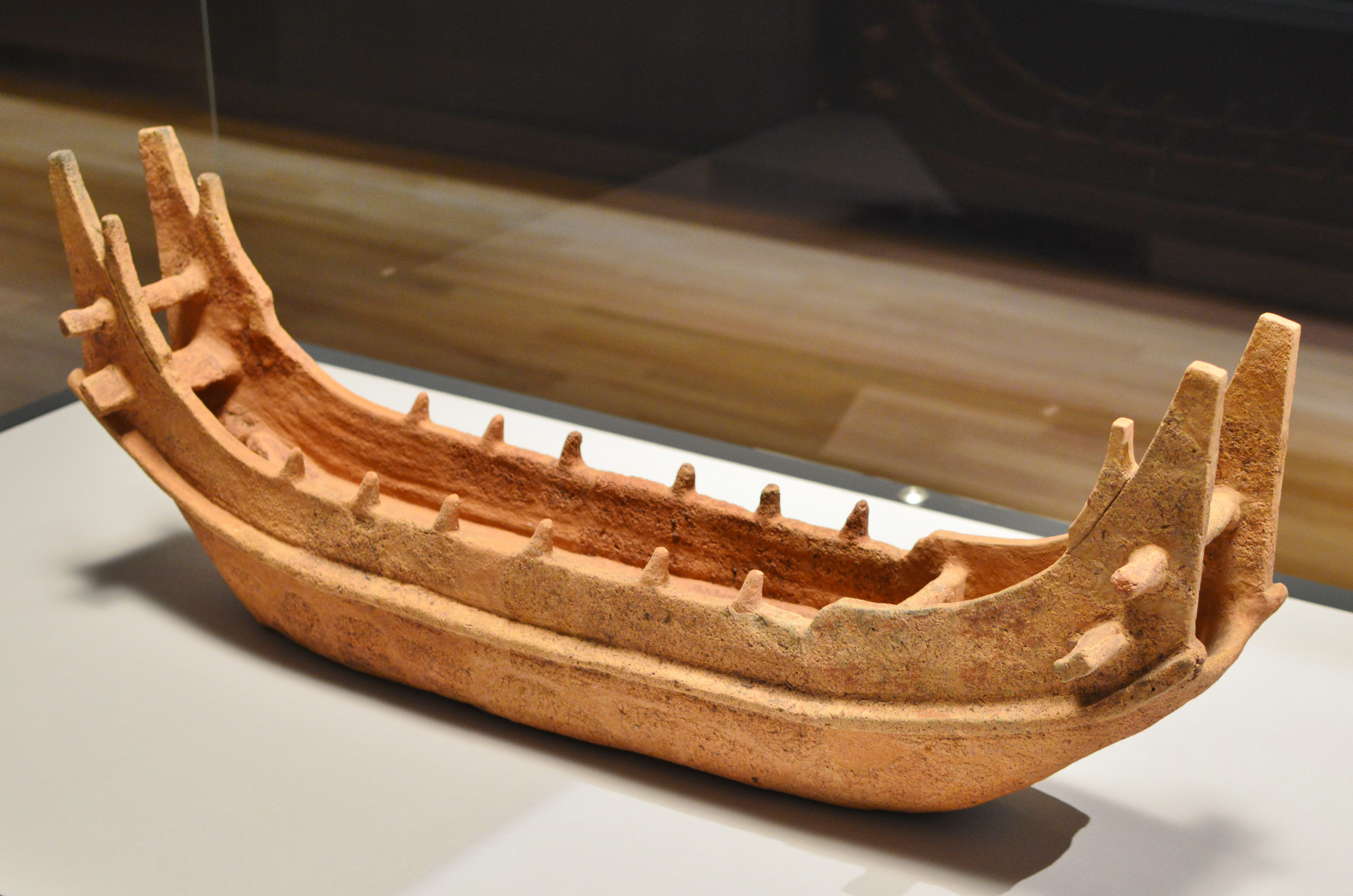
埴輪 船（国の重要文化財） 東京国立博物館展示。

## 現地情報
所在地
- 宮崎県西都市大字三宅

域内への立ち入り
- 陵墓参考地のため通常時の域内への立ち入りは出来ないが、西都古墳まつり（毎年11月初旬）2日目の特別参拝時にのみ立ち入りが許可される[12]。

交通アクセス
- 宮交シティバスターミナルから、宮崎交通バス（西都原考古博物館前行または西都・西都原行）で「西都原考古博物館前」バス停下車（または「西都バスセンター」バス停下車後タクシー利用）

周辺
- 宮崎県立西都原考古博物館 - 男狭穂塚古墳・女狭穂塚古墳の墳丘模型等を展示。

## 関連文献
（記事執筆に使用していない関連文献）
- 『西都原169号墳（遺構編）・西都原170号墳（遺構編）（特別史跡 西都原古墳群発掘調査報告書 第7集）』宮崎県教育委員会、2008年。 - リンクは奈良文化財研究所「全国遺跡報告総覧」。
- 『西都原169号墳（遺物編）・西都原170号墳（遺物編）（特別史跡 西都原古墳群発掘調査報告書 第9集）』宮崎県教育委員会、2010年。 - リンクは奈良文化財研究所「全国遺跡報告総覧」。